# FK Teplice
Maillots
Actualités
Dernière mise à jour : 11 mai 2023.
Le FK Teplice est un club de football tchèque basé à Teplice.

## Changements de nom
- 1945 : SK Teplice-Šanov (Sportovní klub Teplice-Šanov)
- 1948 : Sokol Teplice
- 1949 : ZSJ Technomat Teplice (Základní sportovní jednota Technomat Teplice)
- 1951 : ZSJ Vodotechna Teplice (Základní sportovní jednota Vodotechna Teplice)
- 1952 : ZSJ Ingstav Teplice (Základní sportovní jednota Ingstav Teplice)
- 1953 : DSO Tatran Teplice (Dobrovolná sportovní organizace Tatran Teplice)
- 1960 : TJ Slovan Teplice (Tělovýchovná jednota Slovan Teplice)
- 1966 : TJ Sklo Union Teplice (Tělovýchovná jednota Sklo Union Teplice)
- 1991 : TFK VTJ Teplice (Tělovýchovný fotbalový klub Vojenská tělovýchovná jednota Teplice)
- 1993 : FK Frydrych Teplice (Fotbalový klub Frydrych Teplice)
- 1994 : FK Teplice (Fotbalový klub Teplice, a.s.)

## Palmarès
| Championnats nationaux                        | Compétitions disparues                         |
| - Coupe de Tchéquie - Vainqueur : 2003, 2009. | - Coupe de Tchécoslovaquie - Finaliste : 1977. |

## Ancien logo

TJ Sklo Union Teplice
FK Teplice (1995–2023)

## Joueurs et personnalités du club

### Entraîneurs
Le tableau suivant présente la liste des entraîneurs du club depuis 1945.
| Rang | Nom              | Période   |
| ---- | ---------------- | --------- |
| 1    | Zdeněk Šteflík   | 1945-1946 |
| 2    | Rudolf Krčil     | 1947-1948 |
| 3    | Rudolf Vytlačil  | 1948-1950 |
| 4    | P. Kuželík       | 1950-1951 |
| 5    | Rudolf Krčil     | 1952-1962 |
| 6    | František Vlk    | 1952-194  |
| 7    | Jaroslav Riedl   | 1955      |
| 8    | Zdeněk Šteflík   | 1955      |
| 9    | Rudolf Krčil     | 1956-1958 |
| 10   | František Vlk    | 1958      |
| 11   | Václav Hroneš    | 1958-1959 |
| 12   | František Vlk    | 1959-1960 |
| 13   | Vlastimil Chobot | 1960      |

| Rang | Nom                | Période    |
| ---- | ------------------ | ---------- |
| 14   | Edmund Weigert     | 1960       |
| 15   | Vlastimil Havlíček | 1960-1961  |
| 16   | Alois Jaroš        | 1961       |
| 17   | Jiří Oplt          | 1961       |
| 18   | Vlastimil Chobot   | 19612-1965 |
| 19   | Jan Kalous         | 1965-1966  |
| 20   | Antonín Rýgr       | 1966-1970  |
| 21   | Josef Forejt       | 1970-1973  |
| 22   | Antonín Rýgr       | 1973-1977  |
| 23   | Karel Bílek        | 1977-1979  |
| 24   | Vladimír Mirka     | 1979-1981  |
| 25   | František Cerman   | 1981-1983  |
| 26   | Milan Kollár       | 1983-1984  |

| Rang | Nom              | Période   |
| ---- | ---------------- | --------- |
| 27   | Josef Zadina     | 1984-1985 |
| 28   | Karel Vytisk     | 1985-1986 |
| 29   | Jiří Rubáš       | 1986-1987 |
| 30   | František Cerman | 1987-1989 |
| 31   | Jaromír Mixa     | 1989-1991 |
| 32   | Milan Bokša      | 1991-1993 |
| 33   | František Cerman | 1993-1997 |
| 34   | Josef Pešice     | 1997-2000 |
| 35   | Petr Rada        | 2000-2001 |
| 36   | Michal Bílek     | 2001      |
| 37   | Dušan Uhrin      | 2001      |
| 38   | František Cipro  | 2001-2002 |
| 39   | František Straka | 2002-2004 |

| Rang | Nom                | Période   |
| ---- | ------------------ | --------- |
| 40   | Jiří Nevrlý        | 2004      |
| 41   | Jan Poštulka       | 2004      |
| 42   | Vlastislav Mareček | 2004-2006 |
| 43   | Jiří Bartl         | 2007      |
| 44   | Petr Rada          | 2007-2008 |
| 45   | Jiří Plíšek        | 2008-2011 |
| 46   | Petr Rada          | 2011-2012 |
| 47   | Lukáš Přerost      | 2012      |
| 48   | Zdeněk Ščasný      | 2012-2015 |
| 49   | Petr Rada          | 2015      |
| 50   | David Vavruška     | 2015-2016 |
| 51   | Daniel Šmejkal     | 2016-2018 |
| 51   | Stanislav Hejkal   | 2018-     |

### Anciens joueurs
- Martin Fenin
- Pavel Stratil (en)
- Edin Džeko

### Effectif actuel
| N° | Nat.                    | Poste | Nom du joueur                          |
| -- | ----------------------- | ----- | -------------------------------------- |
| 1  | Drapeau de la Tchéquie  | G     | Luděk Němeček                          |
| 4  | Drapeau de la Tchéquie  | D     | Štěpán Chaloupek                       |
| 6  | Drapeau de la Tchéquie  | D     | Ladislav Kodad                         |
| 7  | Drapeau de la Tchéquie  | D     | Matěj Hybš (en prêt du Viktoria Plzeň) |
| 10 | Drapeau de la Tchéquie  | M     | Jakub Křišťan                          |
| 11 | Drapeau de la Tchéquie  | A     | Filip Žák                              |
| 12 | Drapeau de la Tchéquie  | M     | Jakub Hora                             |
| 15 | Drapeau de la Tchéquie  | A     | Daniel Fila (en prêt du Slavia Prague) |
| 16 | Drapeau de la Tchéquie  | M     | Alois Hyčka                            |
| 17 | Drapeau de la Tchéquie  | D     | Tomáš Vondrášek                        |
| 18 | Drapeau de la Slovaquie | A     | Roman Čerepkai                         |
| 19 | Drapeau de la Tchéquie  | M     | Robert Jukl                            |
| 20 | Drapeau de la Tchéquie  | M     | Daniel Trubač                          |

| No. | Nat.                   | Position | Nom du joueur                            |
| --- | ---------------------- | -------- | ---------------------------------------- |
| 21  | Drapeau de la Tchéquie | M        | Adam Čičovský (en prêt d’Ústí nad Labem) |
| 22  | Drapeau de la Tchéquie | D        | Jan Shejbal                              |
| 23  | Drapeau de la Tchéquie | M        | Lukáš Mareček                            |
| 24  | Drapeau de la Tchéquie | A        | Dominik Procházka                        |
| 25  | Drapeau du Sénégal     | A        | Abdallah Gning                           |
| 26  | Drapeau de la Tchéquie | D        | Jakub Urbanec                            |
| 27  | Drapeau de la Tchéquie | M        | Tomáš Kučera                             |
| 28  | Drapeau de la Tchéquie | D        | Jan Knapík                               |
| 30  | Drapeau de la Tchéquie | G        | Tomáš Grigar                             |
| 33  | Drapeau de la Zambie   | M        | Ngosa Sunzu                              |
| 44  | Drapeau de la France   | D        | Soufiane Dramé                           |
| 72  | Drapeau de la Tchéquie | G        | Filip Mucha                              |